# Björn Meyer (Politiker)
Björn Meyer (* 1981 in Ahlen) ist ein deutscher Politiker der SPD. Seit 2022 ist Meyer direkt gewählter Abgeordneter für das Ammerland im Niedersächsischen Landtag.

## Leben und Beruf
Meyer wuchs im Ammerland auf, er leistete seinen Wehrdienst auf der Fregatte Bremen ab. Sein Studium schloss er als Diplom-Finanzwirt ab. Bis zur Wahl in den Landtag war er als Betriebsprüfer bei der niedersächsischen Finanzverwaltung angestellt, er war im Außendienst im Ammerland tätig. Daneben war er Gastdozent an der Steuerakademie Niedersachsen sowie Kreisvorsitzender der DSTG, dort gehört er auch dem Landesvorstand an.
Meyer ist verheiratet und hat drei Kinder. Er wohnt in Augustfehn, einem Ortsteil der Gemeinde Apen. Er ist in der Feuerwehr sowie, als ehemals aktiver Schwimmer, im Schwimmverein engagiert.

## Politik
Der SPD trat Meyer im Jahr 2000 bei. Er gehört dem Gemeinderat von Apen an und ist dort Fraktionsvorsitzender der SPD. Daneben gehört er dem Kreistag an und ist stellvertretender Landrat des Landkreises Ammerland. Bei der Landtagswahl 2022 gewann er das Direktmandat im Wahlkreis Ammerland und zog so erstmals in den Landtag ein.
Während der nächsten fünf Jahre ist Meyer als Mitglied in den nachstehenden Ausschüssen aktiv:
- Ausschuss für Haushalt und Finanzen
- Unterausschuss „Prüfung der Haushaltsrechnungen“
- Unterausschuss für Tourismus